# Jutlandija
Jutlandija (dansko Jylland; nemško Jütland), zgodovinsko tudi Kimbrijski polotok (latinsko Cimbricus Chersonesus; dansko Den Kimbriske Halvø ali Den Jyske Halvø; nemško Kimbrische Halbinsel), je polotok v Severni Evropi, ki leži med Severnim in Baltskim morjem ter sega od Severne Nemčije proti Skandinavskemu polotoku na severu, od katerega ga ločita preliva Skagerrak in Kattegat.

## Geografija
Jutlandija je polotok, ki ga na zahodu omejujejo Severno morje, na severu Skagerrak, na vzhodu Kattegat in Baltsko morje ter Nemčija na jugu. Geografsko in zgodovinsko Jutlandija obsega regije Južna Jutlandija (zgodovinsko tudi Slesvig), Zahodna Jutlandija, Vzhodna Jutlandija (vključno z Djurslandom) in Severna Jutlandija (vključno s Himmerlandom, Vendsysselom, Hanherredom in Thy). Od sredine 20. stoletja je postalo običajno tudi označevanje območja z imenom Osrednja Jutlandija (Midtjylland), vendar se njena definicija razlikuje. Obstaja več zgodovinskih pododdelkov in regionalnih imen, z nekaterimi pa se srečujemo še danes. Vključujejo Nørrejyllland (zgodovinsko ime za celotno območje severno od Južne Jutlandije in ni identično Nordjyllandu), Sydvestjylland, Sydjylland (najjužnejši del Nørrejyllanda v nasprotju z bolj južnim Sønderjyllandom), Nordvestjylland, Kronjylland in drugi. Politično Jutlandijo trenutno sestavljajo tri sodobne danske upravne regije Severna Jutlandija, Osrednja Jutlandija in Južna Jutlandija, skupaj z deli nemške zvezne države Schleswig-Holstein.
Najsevernejši del Jutlanda je od celine ločen z Limfjordom, ozkim vodnim odsekom, ki prepolovi polotok od obale do obale. Limfjord je bil prej dolg dotok somornice, vendar je februarska poplava leta 1825 ustvarila povezavo med obalo. To območje se imenuje Severni Jutlandski otok, Vendsyssel-Thy (po njegovih okrožjih) ali preprosto Jutlandija severno od Limfjorda; le delno se ujema z regijo Severna Jutlandija.
Otoki Læsø, Anholt in Samsø v Kattegatu ter Als na robu Baltskega morja so upravno in zgodovinsko povezani z Jutlandijo, čeprav zadnja dva veljata tudi za svoje tradicionalno okrožje. Prebivalci Alsa, znani kot Alsinger, bi se strinjali, da so Južni Jutlandci, vendar ne nujno Jutlandci.
Danski otoki Vatskega morja in nemški Severnofrizijski otoki se raztezajo vzdolž jugozahodne obale Jutlandije v Nemškem zalivu.
Geografija Jutlandije je ravna, podobna preostali Danski, s sorazmerno strmimi griči na vzhodu in komaj opaznim grebenom čelnih moren iz zadnje viselske ledene dobe, ki teče preko sredine. Iz njih so reke izpod ledenikov nasule obsežne peščene ravnice (t.i. saderji), na keterih so na zahodni obali ponekod obsežna območja peščenih sipin. Za Zahodno Jutlandijo so značilna odprta zemljišča, resava, ravnice in šotna barja, medtem ko je Vzhodna Jutlandija bolj rodovitna z jezeri in bujnimi gozdovi in ima razgibano, rahlo valovito površje. Morenski nanosi so debeli okoli 200 m, starejša podlaga krednih apnencev je na površju ob Limfjordu na severu in na otoku Møn. Za jugozahodno Jutlandijo je značilnoVatsko morje, velika edinstvena mednarodna obalna regija, ki se razteza skozi Dansko, Nemčijo in Nizozemsko.Izrazira je tudi razlika med zahodno in vzhodno obalo: na zahodu je obala skoraj brez zalivov, na vzhodu pa se v polotok zajedajo dolgi in široki zalivi.
Administrativno si Jutlandijo delita Danska in Nemčija; predstavlja celoten kontinentalni del Danske, južni del pa spada pod nemško zvezno deželo Schleswig-Holstein. Najpomembnejša danska mesta na polotoku so Esbjerg, Ålborg in Århus.

## Zgodovina
Jutlandija je bila v zgodovini ena od treh dežel Danske, drugi dve sta bili Skanija in Zelandija. Pred tem je bila po Ptolemaju Jutlandija ali Cimbric Chersonese dom Tevtonov, Kimbrov in Harudov.
Številni Angli, Sasi in Juti so se preselili iz celinske Evrope v Britanijo okoli leta 450 našega štetja. Angli so dali ime novim nastajajočim kraljestvom, imenovanim Anglija (tj. Angle-land). Kraljevina Kent v jugovzhodni Angliji je povezana z jutskim poreklom in preseljevanjem, ki ga pripisuje tudi Beda Častitljivi v Cerkveni zgodovini. To podpirajo tudi arheološki zapisi z obsežnimi najdbami Jutov v Kentu iz 5. in 6. stoletja.
Sasi in Frizijci so se v to regijo preselili v zgodnjem delu krščanske dobe. Da bi se zaščitili pred invazijo krščanskih frankovskih cesarjev, so poganski Danci v začetku v 5. stoletja postavili Danevirke, obrambni zid, ki se je raztezal od današnjega Schleswiga do notranjosti na polovici polotoka Jutlandija.
Poganski Sasi so naseljevali najjužnejši del polotoka, ki meji na Baltsko morje, do saških vojn v letih 772–804 v nordijski železni dobi, ko jih je Karel Veliki nasilno podredil in jih prisilil v pokristjanjenje. Stara Saška je bila politično vključena v Karolinško cesarstvo in Abodriti (ali Obotriti), skupina Vendskih Slovanov, ki so obljubili zvestobo Karlu Velikemu in ki so se večinoma spreobrnili v krščanstvo, so bili preseljeni na to območje, da bi ga naselili. Stara Saška se je kasneje imenovala Holstein.
V srednjem veku je Jutlandijo urejal pravni zakonik Jutlandije (Jyske Lov). Ta državljanski zakonik je zajemal danski del polotoka Jutlandija, tj. severno od Eiderja (reke), Funen in Fehmarn. Del tega območja je zdaj v Nemčiji.
Med industrializacijo v 19. stoletju je Jutlandija doživela veliko in pospešeno urbanizacijo in veliko ljudi s podeželja se je odločilo za izselitev. Med razlogi je bila visoka in pospešena rast prebivalstva; v stoletju se je dansko prebivalstvo povečalo za dvainpolkrat na približno 2,5 milijona leta 1901, z milijonom ljudi, dodanih v zadnjem delu 19. stoletja. Te rasti ni povzročilo povečanje stopnje rodnosti, temveč boljša prehrana, higiena, higiena in zdravstvene storitve. Več otrok je preživelo, ljudje pa so živeli dlje in bolj zdravo. V kombinaciji s padanjem cen žita na mednarodnih trgih zaradi dolge depresije in boljšimi možnostmi v mestih zaradi vse večje industrializacije se je veliko ljudi na podeželju preselilo v večja mesta ali emigriralo. V drugi polovici stoletja se je približno 300.000 Dancev, večinoma nekvalificiranih delavcev s podeželja, izselilo v ZDA ali Kanado. To je znašalo več kot 10 % takratnega celotnega prebivalstva, vendar je bila na nekaterih območjih stopnja izseljevanja še višja. Leta 1850 največja jutlandska mesta Aalborg, Aarhus in Randers niso imela več kot okoli 8000 prebivalcev vsako; do leta 1901 je Aarhus narasel na 51.800 državljanov.
Da bi pospešili tranzit med Baltikom in Severnim morjem, so čez polotok Jutland zgradili kanale, kot sta Prekop Eider v poznem 18. stoletju in Kielski prekop, dokončanim leta 1895 in še vedno v uporabi.
Leta 1825 je huda nevihta v Severnem morju na zahodni obali Jutlandije prebila ožino Agger Tange na območju Limfjorda, ločila severni del Jutlandije od celine in dejansko ustvarila Severni Jutlandski otok. Nevihta, ki je prebila Agger Tange, je ustvarila kanal Agger, druga nevihta leta 1862 pa je ustvarila bližnji kanal Thyborøn. Kanali so ladjam omogočili bližnjico do morja Skagerrak. Kanal Agger se je čez leta znova zaprl zaradi naravnega zamuljenja, kanal Thyborøn pa se je leta 1875 razširil in utrdil ter zavaroval.

### Prva svetovna vojna in bitka pri Jutlandu
Danska je bila v prvi svetovni vojni nevtralna. Vendar pa so bili Danci, ki so živeli v Severnem Schlesvigu, saj je bil od leta 1864 do 1920 del Nemškega cesarstva, vpoklicani v cesarsko nemško vojsko. Ocenjuje se, da je 5000 danskih prebivalcev Južne Jutlandije padlo v nemški vojaški službi med vojno.
Bitka pri Jutlandu leta 1916 je potekala v Severnem morju zahodno od Jutlandije kot ena največjih pomorskih bitk v zgodovini. V tej hudi bitki se je britanska kraljeva mornarica spopadla s cesarsko nemško mornarico, kar je povzročilo velike žrtve in izgube ladij na obeh straneh. Britansko ladjevje je utrpelo večje izgube, vendar je ohranilo nadzor nad Severnim morjem, zato v strateškem smislu večina zgodovinarjev Jutlandijo obravnava bodisi kot britansko zmago bodisi kot neodločno. Bitka je obeležena in razložena v Muzeju morske vojne Jutlandije v Thyborønu.

### Druga svetovna vojna
Danska se je razglasila za nevtralno, vendar jo je nacistična Nemčija napadla in okupirala v nekaj urah 9. aprila 1940. Razpršeni boji so potekali v Južni Jutlandiji in v Københavnu. Ubitih je bilo 16 danskih vojakov.
Nekaj mesecev pred invazijo je Nemčija razmišljala le o zasedbi severnega konca Jutlandije z letališčem v Aalborgu, vendar je Jutlandija kot celota kmalu veljala za zelo strateškega pomena. Začela so se dela na razširitvi Atlantskega zidu vzdolž celotne zahodne obale polotoka. Njegova naloga je bila upreti morebitnemu zavezniškemu napadu na Nemčijo z izkrcanjem na zahodni obali Jutlandije. Trdnjava Hanstholm na severozahodnem rtu Jutlandije je postala največja utrdba severne Evrope. Lokalne vaščane so evakuirali v Hirtshals. Obalna območja Jutlandije so bila razglašena za vojaško območje, kjer so morali danski državljani imeti osebne izkaznice, dostop pa je bil urejen.
Majhno dansko letališče Aalborg so kot enega prvih objektov v invaziji zavzeli nemški padalci. Letališče so Nemci znatno razširili, da bi zavarovali svoj promet na Norveško, in zgradili več letališč. Za izvedbo nemških projektov so najeli danske izvajalce in 50.000–100.000 delavcev. Alternativa za delavce je bila brezposelnost ali napotitev na delo v Nemčijo. Utrdbe so bile ocenjene kot največji gradbeni projekt, ki je bil kdaj koli izveden na Danskem, s ceno takratnih 10 milijard kron ali 300–400 milijard DKK danes (45–60 milijard USD ali 40–54 milijard evrov v letu 2019). Danska narodna banka je bila prisiljena kriti večino stroškov. Po vojni so bili preostali nemški vojni ujetniki rekrutirani za obsežno razminiranje 1,4 milijona min vzdolž obale.
Številni obmorski bunkerji iz druge svetovne vojne so še vedno prisotni na zahodni obali. Več utrdb na Danskem je bilo spremenjenih v muzeje, vključno z muzejem Tirpitz v Blåvandu, Bunkermuseum Hanstholm in Hirtshals Bunkermuseum.
V južni Jutlandiji so se deli nemške manjšine odkrito postavili na nemško stran in se prostovoljno prijavili v nemško vojaško službo. Medtem ko so se nekateri Danci sprva bali revizije meje, nemška okupacijska sila tega vprašanja ni nadaljevala. Med sodnimi posledicami po koncu vojne je bilo veliko pripadnikov nemške manjšine obsojenih, nemške šole pa so zaplenile danske oblasti. Bilo je nekaj primerov napadov danske mafije na nemško misleče državljane. Decembra 1945 je preostali del nemške manjšine izdal izjavo o lojalnosti Danski in demokraciji, s katero se je odpovedal kakršnim koli zahtevam po reviziji meje.

## Kultura
Do industrializacije v 19. stoletju je večina ljudi v Jutlandiji živela podeželsko življenje kot kmetje in ribiči. Kmetovanje in živinoreja sta pomemben del kulture že od pozne neolitske kamene dobe, ribolov pa vse odkar so ljudje po zadnji ledeni dobi, pred približno 12.000 leti, prvič naselili polotok.
Lokalna kultura prebivalcev Jutlandije pred industrijskimi časi ni bila podrobno opisana v sodobnih besedilih. Danska kulturna elita v Københavnu je nanj na splošno gledala s prezirom, ki ga je dojemala kot neobdelanega, zgrešenega ali neuporabnega.
Medtem ko je kmečko prebivalstvo vzhodne Danske obvladoval višji fevdalni razred, ki se je kazal v velikih posestvih v lasti družin plemiškega porekla in vse bolj podrejenega razreda kmečkih najemnikov, so bili kmetje zahodne Jutlandije večinoma svobodni lastniki lastne zemlje ali so jo najemali od krone, čeprav pod varčnimi pogoji. Večina manj rodovitne in redko poseljene dežele Zahodne Jutlandije ni bila nikoli fevdalizirana. Vzhodna Jutlandija je bila v tem pogledu bolj podobna vzhodni Danski. Greben sever–jug, ki tvori mejo med rodovitnimi vzhodnimi griči in peščenimi zahodnimi ravnicami, je bil vse do danes pomembna kulturna meja, kar se odraža tudi v razlikah med zahodnim in vzhodnojutlandskim narečjem.
Ko se je v 19. stoletju začela industrializacija, se je družbena ureditev pretresla, s tem pa se je spremenila tudi usmeritev inteligence in izobražencev. Søren Kierkegaard (1818–1855) je odraščal v Københavnu kot sin strogega in vernega zahodnojutlandskega trgovca z volno, ki se je prebijal od skromnega otroštva. Zelo urbani Kierkegaard je leta 1840 obiskal mračno deželo svojih prednikov, takrat zelo tradicionalno družbo. Pisatelji, kot sta Steen Steensen Blicher (1782-1848) in H. C. Andersen (1805–1875) je bil med prvimi pisatelji, ki so našli pristen navdih v lokalni jutlandski kulturi in jo predstavili z naklonjenostjo in brez predsodkov. Blicher je bil tudi sam jutiškega porekla in kmalu po njegovem pionirskem delu so mu sledili številni drugi pisci z zgodbami in pripovedmi, ki se odvijajo v Jutlandiji in so napisane v domačem narečju. Številni od teh pisateljev se pogosto imenujejo jutlandsko gibanje, umetniško povezano z njihovim angažmajem v javnem socialnem realizmu jutlandske regije. Slikarji zlate dobe so prav tako našli navdih in motive v naravnih lepotah Jutlandije, vključno s P. C. Skovgaardom, Dankvartom Dreyerjem in umetniškim kolektivom Skagen Painters. Pisatelj Evald Tang Kristensen (1843-1929) je v številnih intervjujih in potovanjih po polotoku zbral in objavil obsežna poročila o lokalni podeželski jutlandski folklori, vključno s pesmimi, legendami, izreki in vsakdanjim življenjem.
Peter Skautrup Centret na univerzi Aarhus je namenjen zbiranju in arhiviranju informacij o jutlandski kulturi in narečjih pred industrializacijo. Center je leta 1932 ustanovil profesor nordijskih jezikov Peter Skautrup (1896-1982).
Z železniškim sistemom in kasneje avtomobilom in množično komunikacijo se je kultura Jutlandije združila in oblikovala celotno dansko nacionalno kulturo, čeprav so nekatere edinstvene lokalne značilnosti v nekaterih primerih še vedno prisotne. Za Zahodno Jutlandijo se pogosto trdi, da ima miselnost samooskrbe, vrhunsko delovno etiko in podjetniški duh ter nekoliko bolj verske in družbeno konservativne vrednote, poleg tega pa obstajajo drugačni volilni vzorci kot v preostali Danski.